# Pietro III di Alessandria
Pietro III, anche noto come Pietro Mongo (in latino Petrus Mongus o Moggus, in greco Πέτρος ὁ Μογγὸς?; Egitto, ... – Egitto, 29 ottobre 489), è stato patriarca di Alessandria. Le Chiese calcedoniane lo riconoscono come proprio patriarca a partire dal 483, mentre la Chiesa copta lo riconosce come papa a partire dal 477.

## Biografia
Dopo il concilio di Calcedonia, Pietro Mongo aderì al miafisismo e fu diacono di Timoteo Eluro. Dopo che Timoteo fu espulso dal patriarca calcedoniano Proterio (457), Mongo prese parte alla persecuzione del partito dei calcedoniani.
Eluro, espulso nel 460 e poi tornato nel 475, morì nel 477; i suoi seguaci elessero allora Mongo a succedergli. L'imperatore romano d'Oriente Zenone, però, scelse Timoteo Salofaciolo, che aveva sostituito Eluro nel 460, e condannò a morte Mongo, il quale fuggì e si nascose.
Nel 481, Giovanni Talaia subentrò a Salofaciolo come patriarca di Alessandria; l'anno seguente, però, Giovanni fu deposto da Zenone per essersi rifiutato di sottoscrivere l'Henotikon ("strumento di unione"), un documento volto a ricucire lo strappo tra calcedoniani e monofisiti. Zenone propose a Mongo di tornare sul trono patriarcale, a condizione che questi firmasse il documento: Mongo accettò e sottoscrisse il documento, annunciando la propria nomina agli altri patriarchi (Acacio, patriarca di Costantinopoli, lo nominò nei propri documenti, riconoscendolo). Nel frattempo, Talaia si era recato in esilio a Roma, dove fu accolto da papa Felice III: questi rifiutò di riconoscere Mongo e difese il diritto di Talaia in due lettere indirizzate ad Acacio. Poiché Acacio continuò a sostenere l'Enotico, Felice scomunicò Pietro Mongo e tutti i patriarchi (484). Acacio rifiutò di ricevere la lettera di scomunica, dando così inizio allo scisma acaciano, che durò fino al 519.
Mongo divenne il campione di tutti i monofisiti: tenne un concilio in cui fu condannato il concilio di Calcedonia, e sconsacrò le tombe dei suoi due predecessori calcedoniani, Proterio e Timoteo Salofaciolo. Quando, nel 489, Acacio morì, Mongo incoraggiò il suo successore Fravitta a continuare lo scisma con Roma. Il successore di Fravitta, Eufemio, volle invece ricucire lo scisma e progettò di scomunicare Mongo, il quale però morì poco dopo nel 489.